# Parc éolien d'Anholt
Le parc éolien de Anholt est un parc éolien danois situé dans le Cattégat entre la péninsule de Djursland et l'île de Anholt, au large de la côte est du Jutland. Avec une capacité maximale de 400 MW, il est à sa mise en service, le plus grand parc éolien en mer du pays.

## Opération
Depuis sa mise en service jusqu'à fin juillet 2016, le parc éolien a produit au total 5,5 TWh.